# パナソニック ライティングデバイス久美浜
パナソニック ライティングデバイス久美浜株式会社 (Panasonic Lighting Device Kumihama Co., Ltd.) は、京都府京丹後市に本社を置く、パナソニックグループの電気機器・精密機械メーカー。

## 沿革
- 1985年12月 - 久美浜ウエスト株式会社として設立。
- 1986年3月 - 創業　カメラ前組の生産を開始
- 1987年10月 - 単体ストロボ生産開始
- 1988年3月 - 大手ファブレスメーカー様と受託生産取引を開始
- 1994年6月 - 品質マネジメントシステム　ISO9002 認証取得
- 2000年7月 - デジタルスチルカメラ生産開始
- 2002年8月 - 品質マネジメントシステム　ISO9001 へ移行認証取得
- 2005年5月 - 環境マネジメントシステム　ISO14001 認証取得
- 2006年1月 - 新規に大手ファブレスメーカー様と受託生産取引を開始
- 2006年4月 - パナソニック フォト・ライティング久美浜株式会社と社名改称
- 2008年12月 - 情報セキュリティマネジメントシステム　ISO27001 認証取得
- 2013年2月 - 照明器具向けLED モジュールの生産を開始
- 2013年6月 - 人感センサー基板の生産を開始
- 2022年4月 - 社名変更